# Lưu Vĩnh Sơn
Lưu Vĩnh Sơn là một xã thuộc huyện Thạch Hà, tỉnh Hà Tĩnh, Việt Nam.

## Địa lý
Xã Lưu Vĩnh Sơn nằm ở phía tây huyện Thạch Hà, có vị trí địa lý:
- Phía đông giáp xã Thạch Đài
- Phía tây giáp xã Ngọc Sơn
- Phía nam giáp huyện Hương Khê và xã Thạch Xuân
- Phía bắc giáp thị trấn Thạch Hà và các xã Thạch Ngọc, Việt Tiến.

Xã Lưu Vĩnh Sơn có diện tích 41,00 km², dân số năm 2018 là 12.760 người, mật độ dân số đạt 311 người/km².

## Lịch sử
Địa bàn xã Lưu Vĩnh Sơn trước đây vốn là ba xã: Thạch Lưu, Thạch Vĩnh, Bắc Sơn.
Xã Bắc Sơn được thành lập vào ngày 19 tháng 11 năm 1985 trên cơ sở điều chỉnh 159 ha diện tích tự nhiên của xã Thạch Vĩnh và 2.201 ha diện tích tự nhiên của xã Thạch Lưu.
Ngày 13 tháng 12 năm 2018, HĐND tỉnh Hà Tĩnh ban hành Nghị quyết số 126/NQ-HĐND về việc:
Xã Bắc Sơn
- Sáp nhập thôn Phú Sơn vào thôn Tây Sơn.
- Sáp nhập một phần của thôn Trung Sơn vào thôn Đồng Vĩnh.
- Sáp nhập thôn Tân Sơn và phần còn lại của thôn Trung Sơn vào thôn Xuân Sơn.

Trước khi sáp nhập, xã Thạch Lưu có diện tích 6,64 km², dân số là 3.492 người, mật độ dân số đạt 526 người/km². Xã Thạch Vĩnh có diện tích 11,77 km², dân số là 6.092 người, mật độ dân số đạt 518 người/km². Xã Bắc Sơn có diện tích 22,59 km², dân số là 3.176 người, mật độ dân số đạt 141 người/km², có 7 thôn: Phú Sơn, Tây Sơn, Kim Sơn, Đồng Vĩnh, Trung Sơn, Tân Sơn, Xuân Sơn.
Ngày 21 tháng 11 năm 2019, Ủy ban Thường vụ Quốc hội ban hành Nghị quyết số 819/NQ-UBTVQH14 về việc sắp xếp các đơn vị hành chính cấp xã thuộc tỉnh Hà Tĩnh (nghị quyết có hiệu lực từ ngày 1 tháng 1 năm 2020). Theo đó, sáp nhập toàn bộ diện tích và dân số của ba xã Thạch Lưu, Thạch Vĩnh và Bắc Sơn thành xã Lưu Vĩnh Sơn.
Ngày 8 tháng 12 năm 2020, HĐND tỉnh Hà Tĩnh ban hành Nghị quyết số 266/NQ-HĐND về việc sáp nhập thôn Hương Xá vào thôn Bàu Am và thôn Tân Hương.